# Kalideres
Kalideres è un sottodistretto (in indonesiano: kecamatan) di Giacarta Occidentale, che a sua volta è una suddivisione di Giacarta, la capitale dell'Indonesia.

## Suddivisioni
Il sottodistretto è suddiviso in cinque villaggi amministrativi (in indonesiano: kelurahan):
- Kamal
- Tegal Alur
- Pegadungan
- Kalideres
- Semanan